# Тютчев, Фёдор Фёдорович
Фёдор Фёдорович Тю́тчев (23 октября 1860, Женева — 9 февраля 1916, Бердичев) — русский офицер, полковник, журналист и писатель, герой Первой мировой войны. Незаконнорождённый сын поэта Фёдора Ивановича Тютчева.

## Биография
Старший незаконнорождённый сын известного поэта Фёдора Ивановича Тютчева от Елены Александровны Денисьевой (1826–1864). Был приписан к мещанскому сословию Санкт-Петербурга.
Учился в лицее цесаревича Николая, в Лейпциге и Праге. 14 июня 1879 года поступил вольноопределяющимся в 1-й лейб-драгунский Московский полк, 1 сентября того же года был зачислен юнкером в Тверское кавалерийское юнкерское училище. Окончил училище по 2-му разряду (1881), выпущен подпрапорщиком с увольнением в запас армейской кавалерии. Решил заняться литературой, работал секретарём газеты «Свет» (1882–1886). Быстро растратил отцовское наследство, вёл полунищенскую жизнь.
В июле 1888 года был произведён в подпоручики 8-го резервного пехотного батальона с оставлением в запасе армейской пехоты, а в сентябре определён в Отдельный корпус пограничной стражи с переименованием в корнеты.
Чины: поручик (1893), штабс-ротмистр (1897), ротмистр (1901), есаул (1901), войсковой старшина (за отличие, 1904), подполковник (1904), полковник (1915).
Состоял младшим офицером Ченстоховской пограничной бригады (1888–1894). В январе 1894 года был переведён в Эриванскую пограничную бригаду, командовал многими пограничными отрядами. В 1899 году был прикомандирован к штабу ОКПС, состоял помощником старшего адъютанта штаба.
Участвовал в русско-японской войне. 17 февраля 1904 года был переведён в 1-й Аргунский полк Забайкальского казачьего войска с переименованием в есаулы, командовал сотней. В апреле—июле участвовал в конных рейдах отрядов генералов Ренненкампфа и Мищенко, отличившись в боях у сёл Циэрлгоу-Тани и Иншаугоу, где во главе 1-го Читинского казачьего полка под огнём вывез группу раненых с позиции. Затем был переведён в штаб Главнокомандующего, принимал участие в сражениях на реке Шахэ и под Мукденом. За год пребывания в действующей армии награждён четырьмя боевыми орденами и досрочно дважды был произведён в следующий чин.
В июле 1906 года вернулся в штаб ОКПС. Командовал отрядом Скулянской пограничной бригады (1906), отделом и отделением штаба 6-й Таурогенской пограничной бригады (1906–1911), отделом 25-й Черноморской бригады в Батумском округе (1911–1914).
В первые месяцы Первой мировой войны командовал 2-м эксплуатационным батальоном Кавказской парковой железнодорожной бригады. В октябре 1914 года был переведён в действующую армию, командовал 3-м батальоном 36-го пехотного Орловского полка (1914–1915). Пожалован Георгиевским оружием
За то, что состоя в рядах 36-го пехотного Орловского Генерал-Фельдмаршала Князя Варшавского Графа Паскевича-Эраванского полка, в бою 8—9-го декабря 1914 года у м. Брожстек, командуя батальоном, лично повел его в атаку на укрепленную позицию противника, занятую значительно превосходными силами  противника и ворвавшись в окопы под сильным артиллерийским и ружейным огнем, штыками выбил его из окопов и обратил в бегство.
20 февраля 1915 года был откомандирован в распоряжение командующего 9-й армией в Проскуров для формирования пограничных полков. Состоял помощником командира Сводного и 1-го конного пограничных полков 8-й армии. В мае 1915 в бою у местечка Бергомет был контужен снарядом, но остался в строю. За бои 8 июля 1915 года у сёл Ржавинцы и Баламутовка был произведён в полковники (22.08.1915). Затем служил в этапно-транспортном отделе управления начальника военных сообщений армий Юго-Западного фронта.
7 февраля 1916 года переведён в 317-й пехотный Дрисский полк. 9 февраля того же года умер по дороге в полк во 2-м Кауфманском полевом госпитале в Бердичеве.

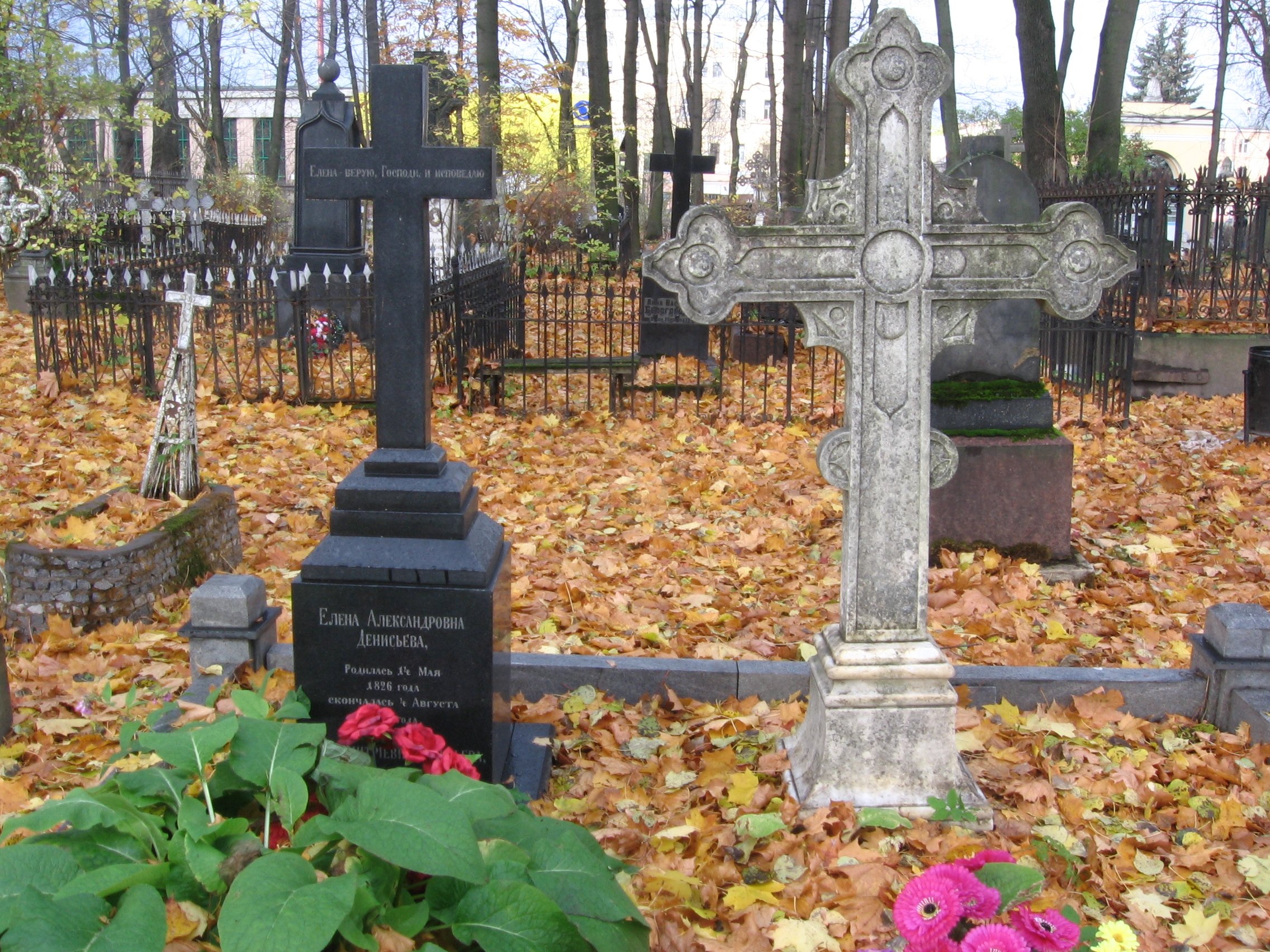
Надгробие Ф. Ф. Тютчева и Е. А. Денисьевой на Литераторских мостках

Похоронен на Литераторских мостках в Петербурге.
Был женат на Марии Николаевне Тютчевой (умерла около 1890 года), в середине 1890-х женился вновь на Анне Александровне Абрасимовой (1873–1924).
Памяти Тютчева в декабре 2022 года в храме Воскресения Словущего на «Литераторских мостках» открылась выставка «Федор Федорович Тютчев. Офицер и писатель».

## Литературная деятельность
Одновременно со службой занимался публицистикой и литературным творчеством, писал повести, эссе и романы. Сотрудничал во многих газетах и журналах («Новое время», «Русский вестник», «Исторический вестник», «Военный сборник», «Разведчик» и других).
Стихотворение Ф. Ф. Тютчева «Не первый раз волнуется Восток…» (вошло в его сборник произведений 1888 г., с. 14), написанное в духе публицистической лирики отца, долго ошибочно приписывалось Ф. И. Тютчеву. Ещё при жизни настоящего автора, в 1897, оно было перепечатано в сборнике «Братская помощь пострадавшим в Турции армянам» (1897) с пометой «Из Ф. И. Тютчева». Уже век спустя оно исследовалось как принадлежащее Тютчеву-отцу и вошло (в разделе «Приписываемое») в его Полное собрание сочинений. Лишь в XXI в. исследователи обратили внимание на наличие этого текста в сборнике младшего Тютчева.

## Награды
- Орден Святого Станислава 3-й ст. (1898)
- Орден Святой Анны 3-й ст. (1902)
- Орден Святой Анны 4-й ст. с надписью «За храбрость» (6.08.1904)
- Орден Святого Станислава 2-й ст. с мечами (15.10.1904)
- Орден Святой Анны 2-й ст. с мечами (30.11.1904)
- Орден Святого Владимира 4-й ст. с мечами и бантом (3.03.1905)
- Георгиевское оружие (ВП 20.11.1915)

## Литературное творчество
- Тютчев Ф. Ф. Кто прав? — М.: Современник, 1985.
- Тютчев Ф.Ф. Кто прав? Беглец. — М.: Правда, 1990.
- Тютчев Ф.Ф. Собрание сочинений в 3 томах. — СПб.: Росток, 2011.